# Franz Konrad von Rodt
Franz Konrad Kasimir Ignaz von Rodt (Meersburg, 10 marzo 1706 – Costanza, 16 ottobre 1775) è stato un cardinale e vescovo cattolico tedesco.

## Biografia
Franz Konrad von Rodt proveniva da una famiglia baronale; i suoi genitori erano Franz Christoph Joseph von Rodt, primo maresciallo-luogotenente dell'esercito imperiale, e Maria Teresa Benedicte von Sickingen; suoi fratelli furono Maximilian Christof von Rodt, che sarà suo successore come principe-vescovo di Costanza, e il generale Christian von Rodt.
Ricevette l'ordinazione sacerdotale a Costanza il 14 aprile 1737, pur avendo compiuto i propri studi a Friburgo in Brisgovia, a Roma, a Siena e a Strasburgo. Il 9 ottobre 1750 venne nominato vescovo di Costanza e canonico di Augusta, ricevendo la consacrazione episcopale il 15 marzo 1751. 
Il 5 aprile 1756 papa Benedetto XIV lo creò cardinale, concedendogli la berretta cardinalizia con breve del 7 aprile. Il 22 luglio la berretta gli fu imposta a Vienna dall'imperatore Francesco I. Il 2 agosto 1758 ricevette il titolo Santa Maria del Popolo.
Gli anni di governo di Franz Konrad si concentrarono essenzialmente sulla nunziatura apostolica di Lucerna e sull'amministrazione delle abbazie della diocesi di Costanza. Le politiche ecclesiastiche di Giuseppe II intensificarono la situazione finanziaria e la predominanza della diocesi nell'area.

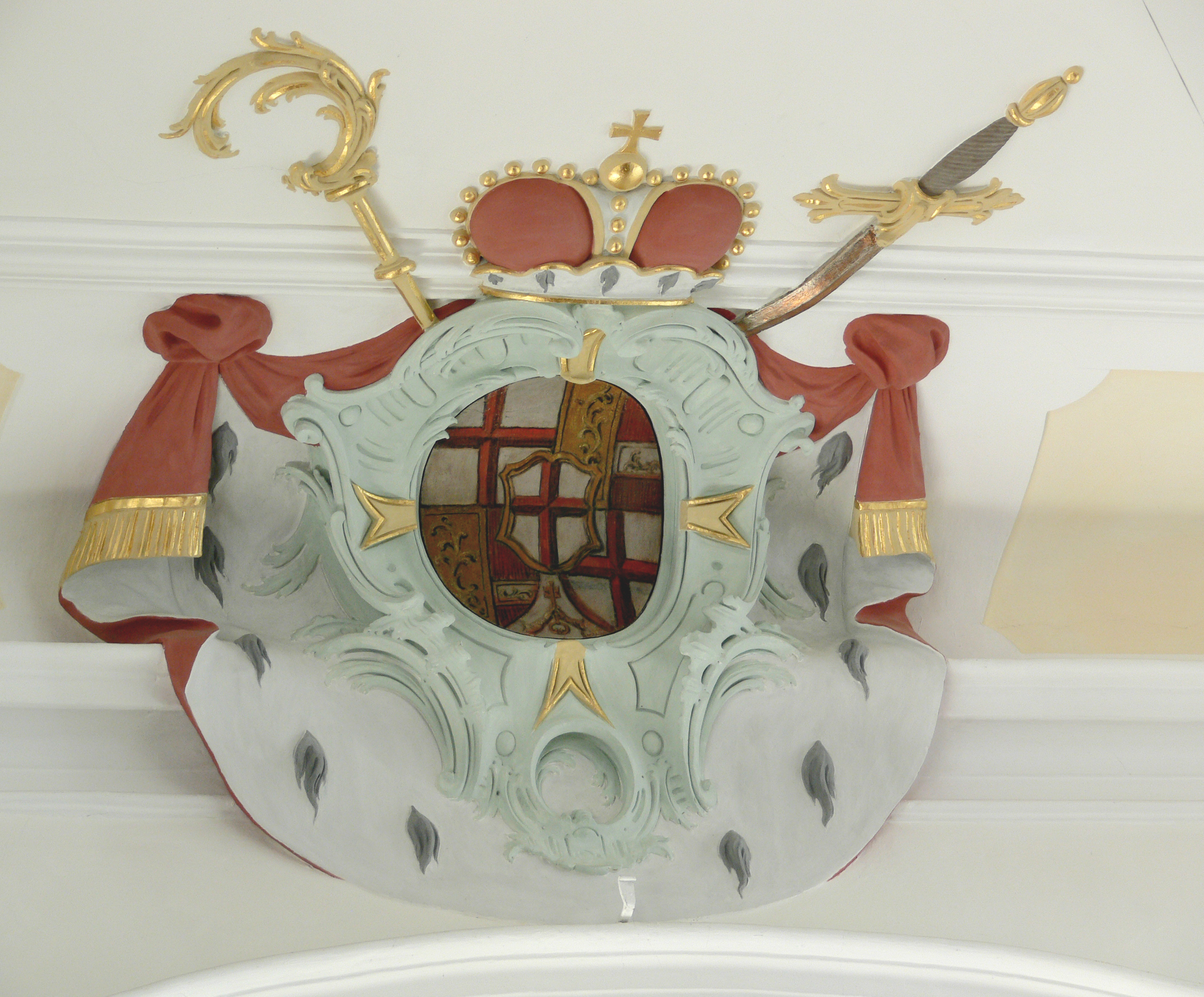
Stemma di Franz Konrad von Rodt nella parrocchia di San Martino di Markdorf

Come i suoi due predecessori, Franz Konrad von Rodt pose la propria residenza ufficiale a Meersburg, il cui castello venne restaurato tra il 1759 e il 1760 da Franz Anton Bagnatoto, allievo di Balthasar Neumann che aveva eretto la costruzione nel 1710. L'iniziativa di Franz Konrad portò alla fondazione di numerose chiese (come la Cappella di Baitenhausen, a nord est di Meersburger), che venne decorata con affreschi.
Divenne proprietario anche del monastero di Orsenhausen a Lehens che nel 1534 era stato acquisito dalla famiglia von Rodt. Lehen venne perduta dalla famiglia alla morte del fratello, il generale Christian von Rodt nel 1768 a favore dell'Austria. Dopo una breve discussione, Franz Konrad riuscì a ottenere i privilegi sul monastero, il quale alla sua morte passò a suo nipote, Bernhard von Hornstein-Goeffingen.
Partecipò la Conclave del 1758, che elesse papa Clemente XIII; fu invece assente al conclave del 1769, che elesse papa Clemente XIV e al conclave del 1774-1775, da cui uscì papa Pio VI.

## Genealogia episcopale
La genealogia episcopale è:
- Cardinale Scipione Rebiba
- Cardinale Giulio Antonio Santori
- Cardinale Girolamo Bernerio, O.P.
- Arcivescovo Galeazzo Sanvitale
- Cardinale Ludovico Ludovisi
- Cardinale Luigi Caetani
- Cardinale Ulderico Carpegna
- Cardinale Paluzzo Paluzzi Altieri degli Albertoni
- Cardinale Gaspare Carpegna
- Cardinale Fabrizio Paolucci
- Cardinale Vincenzo Bichi
- Vescovo Johann Franz Schenk von Stauffenberg
- Vescovo Franz Karl Joseph von Fugger-Glött
- Cardinale Franz Konrad von Rodt